# BASA-Bunker
Der BASA-Bunker in Berlin befindet sich am Halleschen Ufer am Landwehrkanal, unweit des Anhalter Stegs in Sichtweite des Deutschen Technikmuseums. Im Zweiten Weltkrieg stellten die insgesamt vier BASA-Bunker Schutzbauten für das Fernmeldenetz der Deutschen Reichsbahn dar. Der Berliner Bunker war die zentrale Leitstelle und wurde mit hohem Aufwand gesichert. Die weiteren BASA-Bunker standen in Köln, München und Nürnberg.

## Die BASA-Technik
Mit der von Siemens & Halske seit 1914 entwickelten „Technik der Bahnselbstanschlussanlage (BASA) konnte die Deutsche Reichsbahn ab 1928 ein eigenes Telefonnetz aufbauen. […] Zur Erhöhung der Sicherheit gab es im BASA-Netz Querverbindungen zwischen den Vermittlungsstellen. Mit ihnen konnte man, ohne die Hilfe der Hauptvermittlungsstellen, Verbindungen herstellen. Das war auch möglich, wenn eine von ihnen ausfiel. […] Ab dem Jahr 1933 wurden alle Anlagen vereinheitlicht (‚Einheitsbasa‘) und das Gesamtnetz im Deutschen Reich koordiniert. Dieser technologische Vorsprung bot der deutschen Kriegsführung im Zweiten Weltkrieg logistische Vorteile bei der schnellen Verlegung von Truppen. Die Wehrmachtsführung hatte einen direkten Anschluss an den BASA-Netzknoten in Berlin. Der immer stärker einsetzende Luftkrieg zwang jedoch zum Schutz der wichtigsten Anlagen in Bunkern.“

## BASA-Bunker Berlin
Lage: 52° 30′ 2,1″ N, 13° 22′ 42,4″ O
„Der BASA-Bunker für die Telefonanlagen der Reichsbahn mit einer Fläche von 4000 qm umfasste ausser dem sichtbaren Obergeschoß mit etwa 2 Meter dicken Außenwänden zwei Tiefetagen. Hier wurde 1944 die erste Vierdraht-Vermittlung der Bahn in Betrieb genommen.“
Der Bunker wurde ab 1942 gebaut. Einen weiteren Hinweis gibt es auf der Beschreibung einer Luftaufnahme mit „Sept.43: […] der so genannte BASA-Bunker, Hallesches Ufer, noch im Bau.“

### Die Flutung des Bunkers
Wenige Stunden vor dem Befehl von General Weidling zur Einstellung der Kämpfe in Berlin wurde am 2. Mai 1945 um 7.55 Uhr die Decke des Nord-Süd-Tunnels unter dem Landwehrkanal durch Verbände der SS gesprengt. Als Folge wurden auch die unterirdischen Einrichtungen des benachbarten BASA-Bunkers überflutet. (siehe auch: Geschichte der Berliner U-Bahn). Nach Übergabe der nun im Amerikanischen Sektor gelegenen Region durch die Sowjets im Juli 1945 an die US-Army wurde die Anlage 1946 geborgen und aufwendig instand gesetzt.
„Ein begehbarer Leitungskanal führte vom S-Bahntunnel zum 1944 errichteten sogenannten Basa-Bunker am Halleschen Ufer, er war die Ursache dafür, daß auch dort die beiden unteren Bunkergeschosse unter Wasser gesetzt wurden. Diese Verbindung gibt es heute nicht mehr, der Kabelkanal ist auf der Hälfte der Wegstrecke verschüttet, die Einmündung der Bunkeranlage steht wieder unter Wasser.“

### Nachkriegszeit
Die gesamte Fernsprechanlage des BASA-Bunkers wurden in einer Woche zerlegt und abtransportiert. Die Fernmelde- und Fernsprechanlage des DDR-Verkehrsministeriums im Gebäude des ehemaligen Reichsverkehrsministeriums stammte aus diesem Bunker. Sie wurde durch die Deutsche Reichsbahn im Gebäudekomplex Leipziger Straße / Wilhelmstraße / Voßstraße weiterverwendet.
Zwischen 1959 und 1962 wurde der Bunker für die Senatsreserve genutzt.

### Privatmuseum
Seit Frühjahr 2016 befindet sich in dem durch den britischen Architekten John Pawson umgebauten Bunker ein privates Museum. Nach Angaben des Architekten wurde das Bauwerk so weit wie möglich in seinem vorgefundenen Zustand belassen. Das Museum beherbergt die „Feuerle Collection“, in der internationale zeitgenössische Künstlerpositionen kaiserlich-chinesischen Möbeln und Kunst aus dem südostasiatischen Raum gegenübergestellt werden. Im Rahmen des Gallery Weekend Berlin 2018 (vom 28. bis 30. April) fand die Eröffnungszeremonie für geladene Gäste statt, der reguläre Besuch der „Feuerle Collection“ ist seit Mai 2018 möglich.

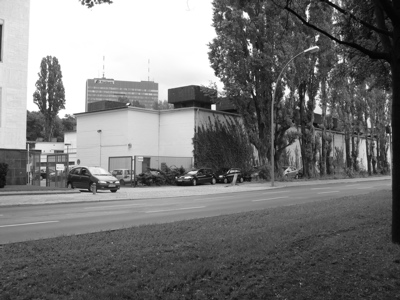
Der Bunker, 2007
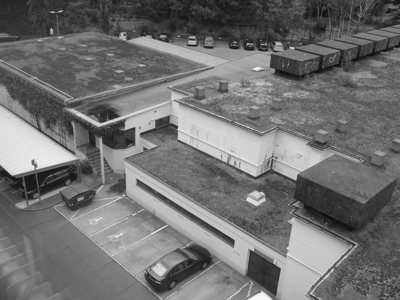
Die bombensichere Dachkonstruktion
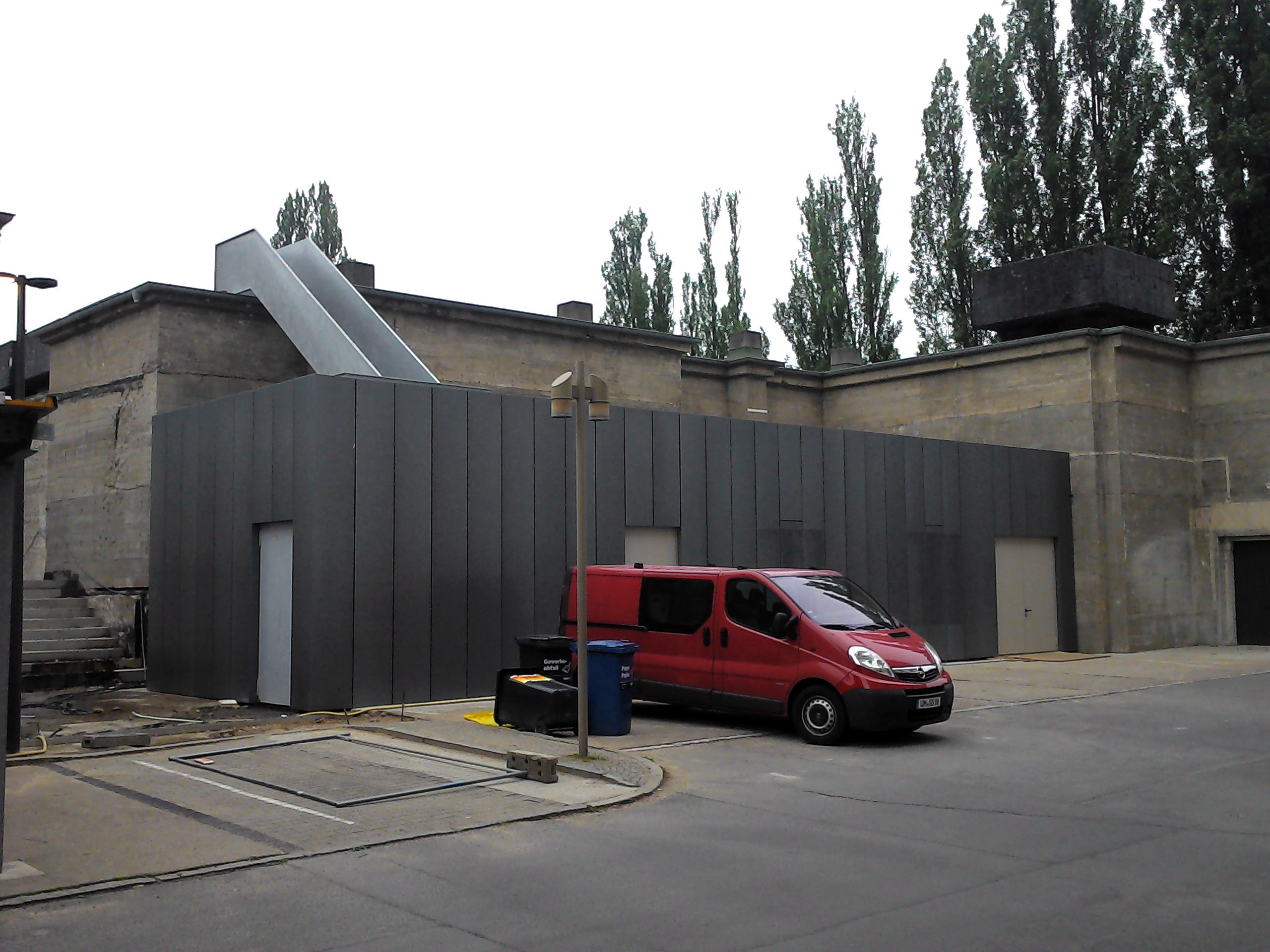
Der Eingangsbereich, Mai 2016

## BASA-Bunker Köln
In dem Schutzbau in Köln war die „Gebietsverkehrsleitung West“ untergebracht. Das Gebäude ist ein verkleideter Hochbunker zwischen den Straßen „Am alten Ufer“ und „Johannisstraße“.
Der Basa-Bunker Köln wird bis heute noch als zentraler Standort für die Informationstechnik der Deutschen Bahn und Vodafone genutzt.

## BASA-Bunker München
(Abriss 2009)
Im Dezember 2008 wurde mit dem Abriss des 1942 in München gebauten Fernmeldebunkers der Deutschen Reichsbahn begonnen. „Der Bunker besitzt zwei unterirdische Stockwerke. Die ca. 2–2,5 m starke Betondecke ist oberirdisch. Im ersten UG befinden sich zwei fast über die ganze Länge reichende Räume, im zweiten UG mehrere kleine.“
Fotos sind auf der Webseite der Bunkerfreunde München einsehbar. Mitte Januar 2009 wurde mit der Sprengung der auf einem 2300 m² großen Grundstück gelegenen Bunkeranlage begonnen.

## BASA-Bunker Nürnberg
Wie in vielen anderen Städten wurde im Rahmen des am 10. Oktober 1940 erlassenen „Führer-Sofortprogramms“ (auch Luftschutz-Sofortprogramm genannt) in Nürnberg mit dem Bau bombensicherer Bunker für die Zivilbevölkerung begonnen. Dabei entstanden 15 Hoch- und 6 Tiefbunker mit einem Fassungsvermögen für rund 17.000 Personen. Parallel zu den Bunkern des „Luftschutz-Sofortprogramms“ baute die Reichsbahn zwei Bunker im Hauptbahnhof und den BASA-Bunker an der Sandstraße unter dem heutigen DB-Museum.
Der 1000 m² große Bunker unter dem Innenhof der Verwaltung der damaligen Reichsbahndirektion Nürnberg wurde 1937 als Befehlsleitstelle der Deutschen Reichsbahn erbaut. Auch nach dem Zweiten Weltkrieg, während der Deutschen Teilung, wurde der Bunker – nun von der Deutschen Bundesbahn – für den Kriegsfall vorgehalten und in den 1970er Jahren zum Schutz vor einem Atomschlag modernisiert. Er hätte nach dem Ausbruch eines Dritten Weltkriegs noch 14 Tage lang als Leitstelle für den Bahnverkehr dienen sollen. Von hier aus sollten die Regionen Ober-, Unter- und Mittelfranken sowie die Oberpfalz, Teile Niederbayerns und die Truppenübungsplätze Hohenfels, Hammelburg, Grafenwöhr und Wildflecken befehligt werden.
Die Deutsche Bahn übergab 2006 den Bunker an das Museum.

„Der Bunker befindet sich im Innenhof der ehemaligen BD Nürnberg. Rechts des Weges steht ein trutziger Betonklotz, der BASA-Bunker. Darin stand das Linienstellwerk.“